# João Kabeção
João Maurício (Rio de Janeiro, 1973 – Armação dos Búzios, 5 de maio de 2020), conhecido como João Kabeção, foi um skatista brasileiro.

## Carreira
Na década de 1980, Kabeção era um skatista bastante respeitado no Rio de Janeiro, principalmente pelas sessões na minirrampa da Urquinha, na Zona Sul.
Em 1989, ele venceu uma etapa do Circuito Brasileiro de Skate profissional como skatista amador, sendo o primeiro a lograr esse feito. A vitória neste evento lhe rendeu a capa da revista SKT News, a oportunidade de lançar um pro-model e também o convite para participar da Copa Itaú de Skate de 1990, um evento épico na praia de Ipanema que teve Mark Gonzales entre os destaques.
Pouco tempo depois ele parou de andar e sumiu de cena. Viveu seu últimos anos de vida na cidade de Búzios, onde trabalhava como professor de jiu-jitsu.

## Morte
Morreu em 5 de maio de 2020, aos 47 anos, vítima da COVID-19.